# Caldera de Bandama
Caldera de Bandama är en krater i Spanien.   Den ligger i provinsen Provincia de Las Palmas och regionen Kanarieöarna, i den sydvästra delen av landet, 1 700 km sydväst om huvudstaden Madrid. Toppen på Caldera de Bandama är 490 meter över havet. Arean är 326 kvadratkilometer. Caldera de Bandama ligger på ögruppen Kanarieöarna.
Terrängen runt Caldera de Bandama är lite bergig.Runt Caldera de Bandama är det tätbefolkat, med 735 invånare per kvadratkilometer. Närmaste större samhälle är Las Palmas de Gran Canaria, 8,7 km nordost om Caldera de Bandama. 

## Galleri

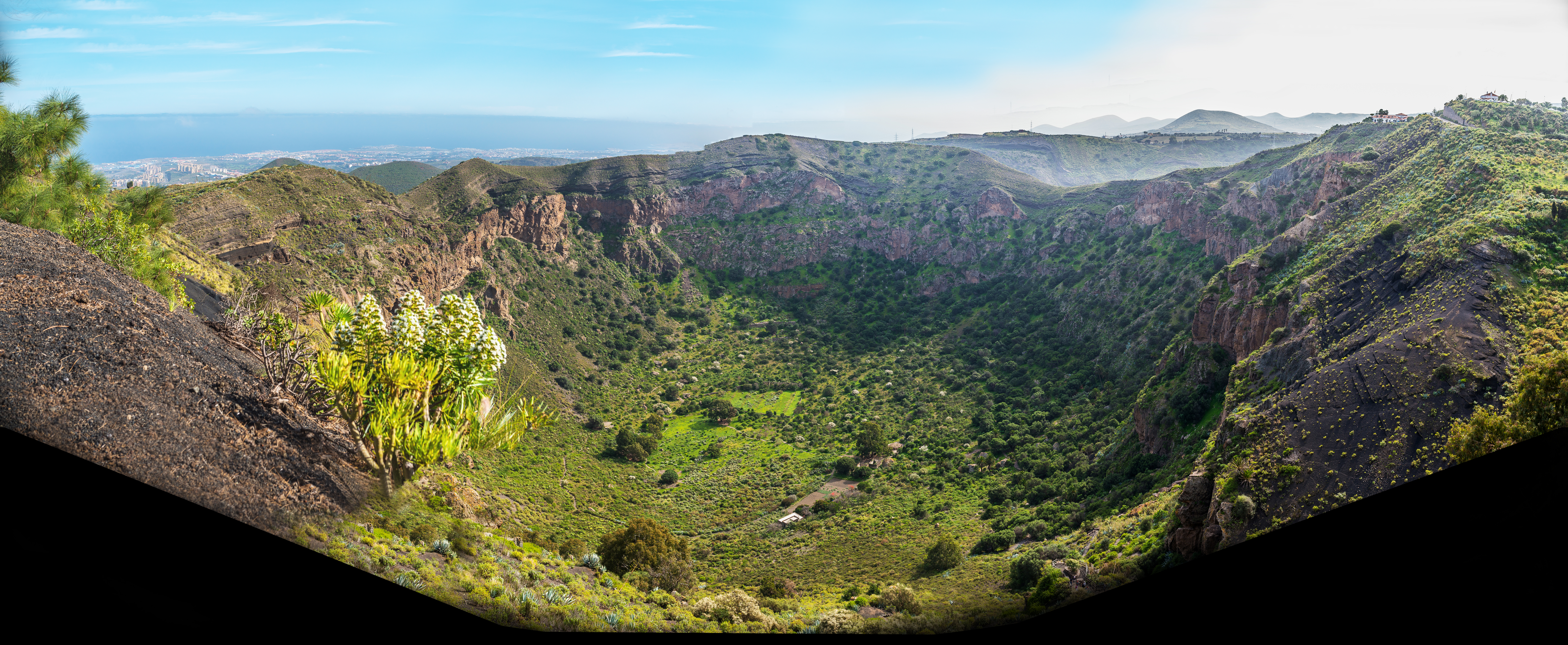
Caldera de Bandama, 2016
Vy mot nordost från Pico de Bandama, 2016